# 二ノ沢駅
二ノ沢駅（にのさわえき）は、かつて樺太大泊郡千歳村に存在した樺太庁鉄道東海岸線の仮駅である。後に復活し、現在はロシア鉄道極東鉄道支社サハリン地域部のフタラーヤ・パーチ駅（о.п. Вторая Падь）である。「フタラーヤ・パーチ」とはロシア語で「第二の谷」を意味する。

## 歴史
- 1932年（昭和7年）7月1日：開業[1]。
- 1941年（昭和16年）12月1日：休止。
- 1943年4月1日：南樺太の内地化により、鉄道省に編入と同時に廃止。
- (時期不明)：フタラーヤ・パーチ駅として復活。

## 現在の駅構造
単式ホーム1面1線を有する停留場。駅員無配置で、駅舎は設けられておらず直接ホームに入る構造である。

## 現在の運行状況
- ピャーチ・ウグロフ - ユジノサハリンスク間の近郊列車（Д2系気動車列車、コルサコフ方面1本・ユジノサハリンスク方面2本）が平日のみ停車する。

## 隣の駅

### 1943年当時
樺太庁鉄道
東海岸線
一ノ沢駅 - 二ノ沢駅 - 三ノ沢駅

### 現在
ロシア鉄道極東鉄道支社サハリン地域部
コルサコフ-ノグリキ線
エレクトリーチカ（各駅停車）
ピェルヴァヤ・パーチ駅 - フタラーヤ・パーチ駅 - エスエヌティー・ルィブニク停留所
※朝に運行される6017列車はエレクトリーチカであるが、当停留所を通過する。